# Insel der Jugend
Die Insel der Jugend, bis 1949 Abteiinsel, ist eine Insel in der Berliner Spree im Bezirk Treptow-Köpenick und gehört zum Ortsteil Alt-Treptow. Sie liegt zwischen Treptower Park und dem Forst Plänterwald gegenüber der Halbinsel Stralau.

## Geschichte bis 1945 (Gewerbe und Gastronomie)
Im Jahr 1860 erwarb der Rixdorfer Bürger Emil Heinicke das zuvor herrenlose Eiland, die Rohr-Insel,  von der Stadt. Auf alten Karten ist sie als Treppbruch oder Treptower Bruch bezeichnet. Sie war zu jener Zeit nicht mehr als eine kleine Erhebung, die mit Röhricht bewachsen war. Mit Hilfe von Straßenmüll und Erde entstand nach und nach eine Fläche von rund 1,8 Hektar. Heinicke starb bei einem Ausflug mit einem Segelboot auf dem Müggelsee. Sein Schwiegersohn übernahm die Insel und begann mit der Aufzucht von Kaninchen. Doch er hatte ebenfalls keinen Erfolg, sodass die Insel in den darauf folgenden Jahren mehrfach den Besitzer wechselte. Darunter befand sich auch der Gastronom des Zenner, der eine Stützwand rund um die Insel als Bollwerk errichten ließ.
Die Insel wurde 1896 in die Berliner Gewerbeausstellung im Treptower Park einbezogen und erscheint auf Karten aus dieser Zeit als Neu-Spreeland. Später hieß sie Abteiinsel, benannt nach dem Restaurant, das 1896 anlässlich der Gewerbeausstellung im Stil einer schottischen Klosterruine (Abtei) dort errichtet wurde und 1914 abbrannte. Die Insel war zu dieser Zeit über eine Fähre zu erreichen. 1904 gab es erste Pläne, die Insel mit Hilfe einer Brücke zu erschließen. Dies erzeugte jedoch erheblichen Widerstand bei den Treptower Gastronomen, die Konkurrenz fürchteten. Doch auch die Bewohner aus Stralau wehrten sich gegen einen Brückenbau, denn aus ihrer Sicht gehörte die Insel nach Stralau. Einnahmen aus der Gewerbesteuer eines gastronomischen Betriebes sollten daher an sie entrichtet werden. Den Streit zwischen Treptow und Stralau entschied schließlich Neukölln, das 1913 die Insel für eine halbe Million Mark erwarb (kaufkraftbereinigt in heutiger Währung: rund 3,29 Millionen Euro). Nun stand dem Bau der ersten Stahlverbundbrücke Deutschlands, der Abteibrücke, nichts mehr im Wege. Mit der Eingemeindung Treptows und Neuköllns in das 1920 geschaffene Groß-Berlin war die Konkurrenz der zuvor eigenständigen Gemeinden jedoch beendet.

## Geschichte ab 1945 als Kulturstätte
1949 erhielt die Insel den Namen Insel der Jugend.

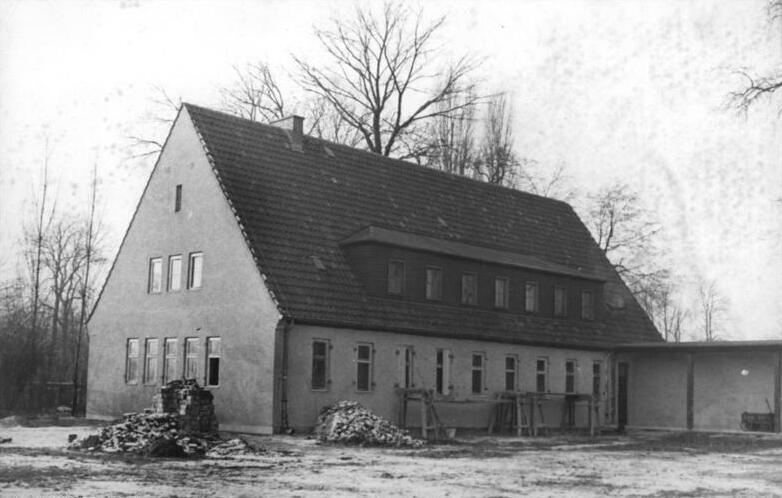
1950 errichtetes Jugendwohnheim

In den 1950er Jahren ließ der Ost-Berliner Magistrat auf der Insel ein Mädchenwohnheim errichten. In den 1970er Jahren lag am rechten Ufer der Insel ein umgebauter Schleppkahn, auf dem regelmäßig Tanzveranstaltungen durchgeführt wurden. Auf der Insel selbst fanden im Sommer Konzerte statt. Seit 1984 hat der Jugendclub Pablo Neruda (zugleich FDJ-Kreisjugendklub, umgangssprachlich auch INSEL genannt) hier im Brückenhaus sein Domizil. Die Veranstaltungen waren immer gut besucht, die schwarz gestrichenen Wände, Schwarzlicht und Stroboskope verbreiteten Diskofeeling. Eine Liste mit mehr als 70 Rock-Konzerten von der Insel findet sich bei RockinBerlin. Ein Höhepunkt war das Konzert von John McLaughlin und Paco de Lucía am 17. Juli 1987.

## Nach der Wende
Im April 2010 übernahm der Verein Kulturalarm e. V. den Betrieb des Jugendclubs. Das Innere wurde neu gestaltet – unter anderem mit Laminat- und Parkett-Böden ausgelegt und die Wände hell gestrichen. Der Clubleiter organisiert auf der Insel wieder regelmäßig Kulturveranstaltungen, darunter Konzerte, Partys, Theatervorführungen, Kinderfeste und Kinoabende. Das Mädchenwohnheim blieb erhalten und wird weiterhin genutzt. Es bietet Platz für zehn Mädchen sowie Räumlichkeiten für Säuglinge und Kleinkinder. Die unmittelbare Nachbarschaft zum Jugendclub führte jedoch zu Auflagen wie die Einhaltung von Lärmpegeln (nicht mehr als 75 dB), die mittels eines Messgerätes stetig kontrolliert werden.

## Trivia
In dem Album Von der Zukunft vor dem Fall der Band Treptow wird mit dem gleichnamigen Lied der Bezirk Treptow als Sehenswürdigkeit und Urlaubsziel besungen. Die Insel der Jugend wird als ein positives und sehenswürdiges Element des Bezirks hervorgehoben.